# 14 juni
14 juni är den 165:e dagen på året i den gregorianska kalendern (166:e under skottår). Det återstår 200 dagar av året.

## Återkommande bemärkelsedagar

### Flaggdagar
- USA: Amerikanska flaggans dag

## Namnsdagar

### I den svenska almanackan
- Nuvarande – Håkan och Hakon
- Föregående i bokstavsordning
  - Elisa – Namnet infördes 1620 på 2 september, till minne av en profet med detta namn i Gamla testamentet. 1680 flyttades det till dagens datum, där det fanns fram till 1901, då det utgick. 1986 återinfördes det på 16 november, men utgick återigen 1993.
  - Hakon – Namnet infördes på dagens datum 1986. 1993 utgick det, men återinfördes 2001 på dagens datum.
  - Hakvin – Namnet infördes på dagens datum 1986, men utgick 1993.
  - Heidi – Namnet infördes 1986 på 30 september. 1993 flyttades det till dagens datum och 2001 till 5 september.
  - Håkan – Namnet förekom på 1790-talet på 16 maj, men utgick sedan. 1901 infördes det på dagens datum, till minne av den svenske ärkebiskopen Haquin Spegel, som föddes denna dag 1645 (Håkan är nämligen en variant av Haquin). Det har funnits där sedan dess.
- Föregående i kronologisk ordning
  - Före 1680 – ?
  - 1680–1900 – Elisa
  - 1901–1985 – Håkan
  - 1986–1992 – Håkan, Hakon och Hakvin
  - 1993–2000 – Håkan och Heidi
  - Från 2001 – Håkan och Hakon
- Källor
  - Brylla, Eva (red.): Namnlängdsboken, Norstedts ordbok, Stockholm, 2000. ISBN 91-7227-204-X
  - af Klintberg, Bengt: Namnen i almanackan, Norstedts ordbok, Stockholm, 2001. ISBN 91-7227-292-9

### Finlandssvenska almanackan
- Nuvarande från 2025[1] – Melvin, Milton, Elton, Morgan, Aston, Winston
- I föregående revideringar[a][2]
  - 1929–2014– Tord
  - 2015–2019 – Melvin, Milton
  - 2020–2024 – Melvin, Milton, Morgan

## Händelser
- 1170 – Den engelske kungen Henrik II:s 15-årige son Henrik den yngre blir medregent till sin far, som en del i utbildningen till hans framtida roll som kung. Henrik den yngre dör dock 1183, sex år före sin far och vid Henrik II:s död 1189 efterträds han istället på tronen av sin näst äldste son Rikard I Lejonhjärta.
- 1789 – De befäl och lojala matroser, som efter myteriet på Bounty den 28 april har tvingats lämna fartyget och satts ut en liten roddbåt, kommer fram till den nederländska kolonin Timor, efter att på en och en halv månad ha färdats 3618 sjömil (671 mil) i denna lilla båt. Kaptenen William Bligh återvänder till Storbritannien och anmäler myteriet den 15 mars 1790. Myteristerna lyckas så småningom ta sig till ön Pitcairn, där de slår sig ner.
- 1800 – En fransk styrka på mellan 23 000 och 28 000 man, ledda av generalen Napoleon Bonaparte, besegrar en österrikisk armé på 30 000 man, ledd av Michael von Melas, i slaget vid Marengo. Det blir en avgörande fransk seger, som leder till att österrikarna under det pågående kriget tvingas lämna Italien, som därmed är i fransmännens händer.
- 1940 – En dryg månad efter att tyskarna har inlett sitt anfall på västfronten under andra världskriget (10 maj) faller den franska huvudstaden Paris i deras händer och tyska trupper tågar in i staden. En vecka senare (22 juni) kapitulerar Frankrike, på samma plats och i samma järnvägsvagn, där Tyskland kapitulerade i slutet av första världskriget och därmed är den tyska erövringen av Frankrike över. Den kommer att vara i fyra år, innan de allierade befriar landet 1944.
- 1971 – Norska staten börjar utvinna olja i Nordsjön. Den norska oljeindustrin och -utvinningen utvidgas sedermera i Nordsjön och Atlanten och idag (2025) är Norge världens tredje största oljeexportör och åttonde största oljeproducent.
- 1982 – Storbritannien och Argentina sluter vapenvila, knappt två och en halv månad efter att Falklandskriget mellan dem har utbrutit (2 april). Vapenvilan kommer sedan britterna har intagit Port Stanley på Falklandsöarna och Argentina är besegrat. De brittiska förlusterna i kriget uppgår till strax över 1000 man (stupade, sårade och tillfångatagna), medan Argentina har förlorat över 13 500 man. Det argentinska målet att erövra Falklandsöarna och Sydgeorgien från Storbritannien har därmed misslyckats och nederlaget i kriget leder sedermera till den argentinska militärjuntans fall. I Storbritannien leder emellertid segern till att premiärministern Margaret Thatcher och hennes konservativa regering får ökad popularitet och vinner en avgörande seger i valet året därpå.
- 1985 – Schengenavtalet undertecknas.
- 1998 – Tolv år efter beslutet om att bygga den öppnas bron över Stora Bält i Danmark för biltrafik[3] (järnvägsförbindelsen över sundet har öppnats året före). Med en kostnad på 21,4 miljarder danska kronor (i 1988 års priser) är bron det dyraste byggnadsprojektet i dansk historia. Emellertid blir den mycket viktig för den danska infrastrukturen och förbättrar kommunikationerna avsevärt (bland annat minskas restiden från Köpenhamn till Odense från 2 timmar och 45 minuter till 1 timme och 30 minuter, vilket leder till att flyget på denna sträcka konkurreras ut).
- 2000 – Gullhögenmeteoriten hittas, ett av få upptäckta meteoritnedslag i Sverige
- 2017 – Ett politiskt motiverat attentat genomförs i USA då gärningsmannen och antirepublikanen James Hodgkinson skjuter mot republikanska politiker på en basebollplan i Alexandria i Virginia. Bland andra kongressledamoten Steve Scalise träffas och får livshotande skador.[4]

## Födda
- 1645 – Haquin Spegel, danskfödd svensk kyrkoman och diktare, ärkebiskop i Uppsala stift från 1711
- 1655 – Johan Paulinus Lillienstedt, svensk greve, riksråd, landshövding och skald
- 1736 – Charles-Augustin de Coulomb, fransk ingenjör och fysiker
- 1811 – Harriet Beecher Stowe, amerikansk författare och slaverimotståndare, mest känd för romanen Onkel Toms stuga
- 1823 – Pjotr Lavrov, rysk filosof, sociolog och narodniker
- 1832 – Nicolaus Otto, tysk uppfinnare, mest känd som upphovsman till Ottomotorn
- 1855 – Robert M. La Follette, amerikansk politiker, guvernör i Wisconsin 1901–1906 och senator för samma delstat 1906-1925
- 1868 – Karl Landsteiner, österrikisk biolog, mottagare av Nobelpriset i fysiologi eller medicin 1930
- 1871 – Jacob Ellehammer, dansk urmakare, uppfinnare, finmekaniker och flygpionjär
- 1882 – Ion Antonescu, rumänsk militär och politiker, Rumäniens premiärminister 1940–1944
- 1889
  - Ernst Nygren, svensk medeltidshistoriker och arkivarie
  - Knut Lundmark, svensk astronom
- 1890 – May Allison, amerikansk skådespelare
- 1894
  - Torsten Lundqvist, svensk manusförfattare och regissör
  - Marie-Adélaïde, regerande storhertiginna av Luxemburg 1912–1919
- 1897 – Jan Fridegård, svensk författare
- 1903 – Steinar Jøraandstad, norsk skådespelare och sångare
- 1904 – Gösta Grip, svensk skådespelare
- 1910 – Harry Brandelius, svensk schlager- och vissångare
- 1912
  - Annibale Bugnini, italiensk katolsk ordenspräst, titulärärkebiskop av Dioceltiana 1972-1982
  - Sid McMath, amerikansk demokratisk politiker, jurist och general, guvernör i Arkansas 1949–1953
- 1916
  - Dorothy McGuire, amerikansk skådespelare
  - Georg Henrik von Wright, finlandssvensk filosof och professor, ledamot av Finlands akademi 1961–1986
- 1919 – Sam Wanamaker, amerikansk skådespelare och regissör
- 1920 – Lennart Nyberg, svensk barn- och ungdomsskådespelare
- 1924 – James Black, brittisk farmakolog, mottagare av Nobelpriset i fysiologi eller medicin 1988
- 1925
  - Gösta Krantz, svensk revy- och filmskådespelare
  - Pierre Salinger, amerikansk demokratisk politiker och journalist, senator för Kalifornien 1964
- 1928 – Che Guevara, argentinsk marxistisk revolutionär, läkare, politiker och gerillaledare
- 1936 – Irmelin Sandman Lilius, finlandssvensk författare, konstnär och översättare
- 1943 – Jim Sensenbrenner, amerikansk republikansk politiker, kongressledamot 1979–2021
- 1946
  - Donald Trump, amerikansk affärsman, USA:s president 2017–2021 och 2025–
  - Jörg Immendorff, tysk konstnär
- 1951 – Paul Boateng, brittisk labourpolitiker, parlamentsledamot 1987–2005
- 1952 – Suzanne Reuter, svensk skådespelare
- 1956 – Kim Bendix Petersen, dansk heavy metal-sångare med artistnamnet King Diamond
- 1958
  - Olaf Scholz, tysk socialdemokratisk politiker, förbundskansler 2021–2025
  - Eric Heiden, amerikansk skridskoåkare och tävlingscyklist
- 1959 – Håkan Södergren, svensk ishockeyspelare och tv-sportkommentator, VM-guld och kopia av  Svenska Dagbladets guldmedalj 1987
- 1961 – George Alan O'Dowd, brittisk popartist och sångare med artistnamnet Boy George
- 1966
  - Outi Alanko-Kahiluoto, finländsk riksdagsledamot
  - Kristian Luuk, svensk komiker och tv-programledare
- 1967 – Patrick J. Kennedy, amerikansk demokratisk politiker
- 1968 – Yasmine Bleeth, amerikansk skådespelare
- 1969 – Steffi Graf, tysk tennisspelare
- 1971 – Håkan Mild, svensk fotbollsspelare, VM-brons och kopia av Svenska Dagbladets guldmedalj 1994
- 1979 – Johan Arneng, svensk fotbollsspelare.
- 1982 – Trine Rønning, norsk fotbollsspelare.
- 1984 – Emil Christensen, svensk professionell Counter-Strike-spelare med artistnamnet HeatoN
- 1988 – Kevin McHale, amerikansk skådespelare
- 1989 – Lucy Hale, amerikansk skådespelare och sångare
- 1992 – Daryl Sabara, amerikansk skådespelare

## Avlidna
- 1642 – Saskia Uylenburgh, 29, nederländsk porträttmodell, gift med målaren Rembrandt
- 1727 – Cornelius Cruys, 72, norsk-nederländsk sjömilitär
- 1746 – Colin Maclaurin, 48, brittisk matematiker
- 1801 – Benedict Arnold, 60, brittisk-amerikansk general och spion
- 1837 – Giacomo Leopardi, 38, italiensk poet
- 1883 – Charles J. Jenkins, 78, amerikansk politiker, guvernör i Georgia 1865–1868
- 1920 – Max Weber, 56, tysk sociolog, nationalekonom och filosof
- 1926 – Mary Cassatt, 82, amerikansk impressionistisk målare
- 1927 – Jerome K. Jerome, 68, brittisk författare och dramatiker
- 1928 – Emmeline Pankhurst, 69, brittisk suffragett
- 1936
  - Hans Poelzig, 67, tysk arkitekt, målare och högskollärare
  - G.K. Chesterton, 62, brittisk författare
- 1938 – Edvard Gylling, 56, finlandssvensk socialist
- 1968
  - Karl-Birger Blomdahl, 51, svensk tonsättare och professor i komposition
  - Salvatore Quasimodo, 66, italiensk författare och översättare, mottagare av Nobelpriset i litteratur 1959
- 1977 – Signe Enwall, 77, svensk skådespelare
- 1979 – Toivo Pawlo, 61, svensk skådespelare
- 1986
  - Jorge Luis Borges, 86, argentinsk författare
  - Alan Jay Lerner, 67, amerikansk text- och manusförfattare
- 1987 – Ester Roeck-Hansen, 89, svensk skådespelare
- 1989 – Elsa Winge, 83, svensk skådespelare
- 1991 – Peggy Ashcroft, 83, brittisk skådespelare
- 1994 – Henry Mancini, 70, amerikansk kompositör, pianist och dirigent
- 1995 – Roger Zelazny, 58, amerikansk fantasy- och science fiction-författare
- 1998 – Ginette Mathiot, 91, fransk kokboksförfattare
- 1999 – Louis Klein Diamond, 97, amerikansk barnläkare
- 2002 – Ulla Edin, 66, svensk skådespelare
- 2006 – Knut Wigert, 89, norsk skådespelare
- 2007 – Kurt Waldheim, 88, österrikisk politiker, FN:s generalsekreterare 1972–1981, Österrikes förbundspresident 1986–1992
- 2008
  - José dos Santos, 95, brasiliansk sambasångare med artistnamnet Jamelão
  - Esbjörn Svensson, 44, svensk jazzpianist
- 2009 – Carlos Pardo, 33, mexikansk racerförare
- 2011
  - Milivoj Ašner, 98, kroatisk polischef och misstänkt krigsförbrytare
  - Peter Schamoni, 77, tysk filmregissör och producent
- 2012 – Gitta Sereny, 91, österrikisk-brittisk journalist, författare och historiker
- 2014
  - Tom Rolf, 82, svensk-amerikansk filmredigerare, son till Ernst Rolf och Tutta Rolf
  - Sam Kelly, 70, brittisk skådespelare ('Allå, 'allå, 'emliga armén)
  - Francis Matthews, 86, brittisk skådespelare
- 2020 – Doris Funcke, 78, svensk skådespelare och konstnär